# José D'Elía Correa
José D'Elía Correa (Treinta y Tres, 21 de juny de 1916 – Montevideo, 29 de gener de 2007) fou un sindicalista i polític uruguaià, doctor honoris causa per la Universitat de la República.

## Biografia
Va donar suport a la Segona República Espanyola durant la guerra civil. També, des de molt jove, es va oposar als moviments feixistes i nazis. El 1945 va participar de la creació de la Federació Sindical Mundial i va integrar el Partit Socialista de l'Uruguai durant els primers anys de la seva trajectòria política.
Després del cop d'Estat de 1973, i durant la dictadura militar, la qual va acabar el 1985, D'Elía va ser perseguit pels militars, encara que mai no va ser empresonat, a diferència d'altres companys revolucionaris com a José Alberto Mujica Cordano i Líber Seregni, entre d'altres. El 1971 va participar de la fundació del Front Ampli, partit esquerrà, i el 1984 va ser candidat vicepresidencial al costat del socialista Juan José Crottogini Darré.
El 1993 va renunciar a la presidència del moviment sindicalista PIT-CNT, essent nomenat president honorari del sector fins a la seva mort. Entre el 2000 i el 2003 va integrar la Comissió per la Pau, un òrgan que s'encarregava de cercar informació sobre els desapareguts i assassinats durant la dictadura militar uruguaiana.
El 2005 va rebre el títol de doctor honoris causa per part de la Universitat de la República, a Montevideo, en reconeixement de la seva "notable contribució a la cultura i el benestar del poble uruguaià". Aquest premi, el va convertir en un símbol i referent indiscutible del moviment obrer a l'Uruguai.